# Benet Brell i Clos
Benet Brell i Clos, OSB, (* 1786 in Barcelona; † 1850 im Kloster Montserrat) war ein katalanischer Kapellmeister, Komponist, Organist und Benediktinermönch des Klosters Montserrat. Benet Brell leitete von  1828 bis 1835 die Escolania de Montserrat.

## Leben und Werk
Benet Brell trat im Alter von zehn Jahren in die Escola de Montserrat ein. Er war hier Schüler von Narcís Casanoves und Josep Vinyals. In dieser frühen Phase seiner Musikausbildung wurde bereits großes Gewicht auf das Fach Orgelspiel gelegt. 1803 trat er dem Orden der Benediktiner bei. Von Anfang an übte er sich in der Kunst der Komposition mit einer Reihe von Vokalwerken. Seine Ausbildung wurde durch die Franzosenkriege (1808 bis 1814) unterbrochen. Dieser Krieg zerstörte das Kloster vollständig.
Benet Brell war einer von denjenigen, die sich am intensivsten für die Wiederbelebung des Chores und des Musikarchives einsetzten. Diese Tätigkeiten verband er mit der Komposition sakraler Werke und mit seinem Studium der Tasteninstrumente. Von 1828 bis 1835 war er Chormeister der Escolania de Montserrat. In dieser Periode entstanden auch die meisten seiner großen Vokalwerke.
Er suchte auch nach den Instrumenten und den Partituren der großen Meister von Montserrat und arbeitete damit an der Wiedergewinnung des Repertoires. Die Beschlagnahmung des Klosters im Jahr 1835 bedeutete wieder ein 16-jähriges Aus für dasselbe. Pater Jacint Boada gelang im Jahr 1851 die Wiedereröffnung des Klosters, was aber Benet Brell nicht mehr erlebte.
Brell war als erfahrener Organist auch ein herausragender Improvisator. Er war auch ein hervorragender Komponist, der verschiedene Genres bediente. So komponierte er Orchestersymphonien für die Escolania, Sonaten, Orgelstücke, Menuette, Walzer und vieles mehr. Trotz schüchterner Akzente der einsetzenden Romantik gehört Brell klar zur musikalischen Klassik.